# Exsultate, jubilate
Exsultate, jubilate, K. 165 (158a), és un motet per a veu de soprano i orquestra, compost per Wolfgang Amadeus Mozart el gener de 1773. És una peça espectacular que ha estat interpretada i enregistrada per moltes cantants reconegudes: Victòria dels Àngels, Elisabeth Schwarzkopf, Joan Sutherland, Kiri Te Kanawa, Elly Ameling, Cecilia Bartoli, Kathleen Battle, Edith Mathis, Sarah Brightman, Lucia Popp, Leontyne Price, entre molts d'altres.
Mozart tenia llavors 17 anys i acabava d'entrar al servei del príncep-arquebisbe Colloredo a Salzburg. Va compondre el motet durant el seu tercer viatge a Itàlia, i l'escriu per al castrat Venanzio Rauzzini, qui havia cantat a la seva òpera Lucio Silla estrenada feia poc. Rauzzini cantà l'Exsultate a Milà el 17 de gener de 1773, a l'església dels Teatins. La partitura va ser revisada posteriorment pel compositor i la nova versió, menys interpretada en l'actualitat, va aparèixer el 30 de maig de 1779.

## Estructura
El motet es compon de tres parts.
1. Allegro
2. Andante
3. Allegro

La primera i la segona que estan separades per un recitatiu sec. La seva execució dura aproximadament uns 15 minuts.

## Text
El text és en llatí i es desconeix qui n'és l'autor. Fa referència a l'alegria de les ànimes benaventurades.
1) Exsultate, jubilate, 
o vos animae beatae, 
dulcia cantica canendo, 
cantui vestro respondendo, 
psallant aethera cum me.
2) Fulget amica dies, iam fugere et nubila et procellae;
exortus est justis inexspectata quies.
Undique obscura regnabat nox; surgite tandem laeti, qui timuistis adhuc, 
et iucundi aurorae fortunatae
frondes dextera plena et lilia date.
3) Tu virginum corona, 
tu nobis pacem dona, 
tu consolare affectus, 
unde suspirat cor.
4) Alleluja, alleluja
Aquesta és la traducció catalana:
1) Exulteu, alegreu-vos,
oh vosaltres, ànimes felices,
tot cantant dolços cants,
i que en resposta als vostres cants
els cels cantin amb mi.
2) El dia agradable resplendeix, ja se n'han anat els núvols i les tempestes;
per als justos, ha esclatat una calma inesperada.
La negra nit regnava a tot arreu; els que fins ara heu tingut por, torneu-vos ben alegres
i joiosos per l'albada afortunada;
oferiu garlandes i lliris a mans plenes.
3) Tu, corona de les verges,
dona'ns la pau,
consola el neguit
pel qual els nostre cor sospira.
4) Al·leluia, al·leluia.